# 康泰时N

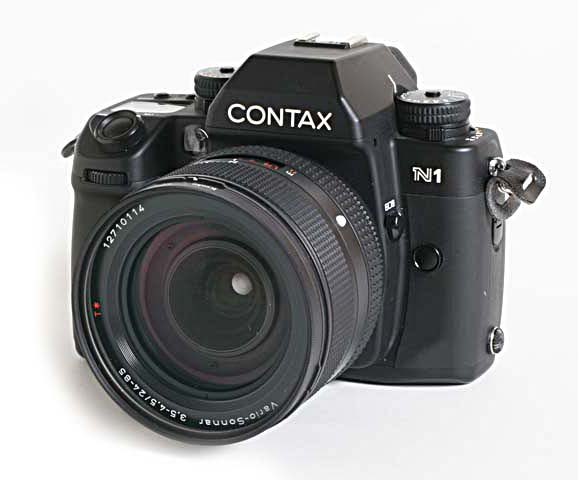
康泰时 N1

康泰时N系列（CONTAX N）是一套带自动对焦功能的135可换镜头单反系统，由京瓷公司在2000年推出。其卡口与之前的康泰时产品并不兼容。

## 机身
N系列中有三款机身，分别是：
- CONTAX N1
- CONTAX NX
- CONTAX N Digital

其中，康泰时NX定位于普通消费者，康泰时N1则面向专业用户，而最后的N机身——康泰时 N Digital是世界上第一部量产的全画幅数码单反相机。该系列由日本的京瓷公司（Kyocera）生产。

## 镜头
N系列使用新的N卡口镜头，由卡尔蔡司该公司负责制造。系列镜头由电子控制的光圈，并且带有自动对焦功能。原生镜头共有九只，分别是：
定焦镜头
- Planar T* 1,4/50
- Planar T* 1,4/85
- Makro-Sonnar T* 2,8/100
- Tele-Apotessar T* 4/400

变焦镜头
- Vario-Sonnar T* 2,8/17-35
- Vario-Sonnar T* 3,5-4,5/24-85
- Vario-Sonnar T* 3,5-5,6/28-80
- Vario-Sonnar T* 3,5-4,5/70-200
- Vario-Sonnar T* 4,0-5,6/70-300

同时，也有适配的转接环，可以在N系列机身上使用康泰时645中画幅镜头。

## 附件
- 液晶取景器
  - FE-1 —— 搭载在目镜上可以将取景信号传送到LCD屏幕上显示
- 卡口适配器
  - NAM-1 —— 用于转接 CONTAX 645 镜头到N系列机身上使用
- 遮光罩
  - GB-81 —— 适用于24-85mm镜头
  - GB-75 —— 适用于70-300mm镜头
  - GB-76 —— 适用于50mm镜头
  - GB-77 —— 适用于100mm镜头
- 近摄接圈
  - 13mm与26mm ，可独立或联合使用
- 滤镜
  - 黑白滤镜：MC, Y48 (Y2) MC, O56 (O2) MC, R60 (R1) MC, G0MC。提供口径67mm, 72mm, 82mm。
  - 彩色滤镜：IAMC, A2 (81B) MC, A10 (85) MC, B2 (82A) MC, B10 (80B) MC。提供口径67mm, 72mm, 82mm。
  - 保护滤镜：L39 (UV)。提供口径67mm, 72mm, 82mm。
  - 中灰镜/减光镜：ND2, ND4。提供口径67mm。
  - 偏振镜。提供口径67mm, 72mm, 82mm。

## 转接改造
康泰时 N 机身价格昂贵且存世量较少，如果可以在别的机身上转接使用高素质的N系统镜头会是较为均衡的方案。但CONTAX N 系统的设计类似于与佳能EF卡口的做法，即镜头内置马达，而机身与镜头之间只有信号传递而没有机械传动，这一点造成了转接使用的困难。
曾经有加拿大的爱好者公司少量支持针对N系统镜头的种镜或接口改造（改造为EF接口）业务，德国的评测站点photozone曾经就测试过一枚改造为EF口的T* 85mm f/1.4，这样的改造约需花费$350~$750，且需要排队等候。
而在数码无反相机兴起后，部分爱好者也开始了针对性的电子转接环开发，主要的承接机身也集中在索尼E接环，在于其机身低廉的售价与相对较为先进的传感器性能；2013年索尼推出ILCE-7产品后，更是因其135全画幅的传感器尺寸而受到瞩目。来自中国大陆的用户 gururu 和 fringer 也分别有支持 CONTAX N - SONY E 的接环制作，其上可以实现对N系统镜头的光圈控制与自动对焦驱动。